# Posto Vecchio
Posto Vecchio è una località balneare ionica del basso Salento, frazione del comune di Salve, in provincia di Lecce. Sorge vicino a Marina di Pescoluse, a circa 13 km da Santa Maria di Leuca.
Caratteristica di Posto Vecchio è la spiaggia di sabbia finissima, situata a poca distanza da una lussureggiante vegetazione. Nel 2007 è stata insignita, insieme con le altre marine di Salve, delle quattro vele di Legambiente e Touring Club Italiano per la pulizia del mare e la qualità dei servizi turistici.